# لیلهامر
 یکی از شهرهای اوپلاند، نروژ است که به خاطر میزبانی بازی‌های المپیک زمستانی ۱۹۹۴ شهرت یافته‌است. اسم این شهر مطابق با تپه‌های صخره‌ای (به انگلیسی: rocky hill)است. در مه ۲۰۱۱ جمعیت شهر لیلهامر ۲۶٬۶۳۹ بوده‌است.
این شهر دارای آثار تاریخی فراوانی متعلق به قرن نوزدهم است. همچنین اشیایی متعلق به سال ۱۳۹۰ میلادی در این شهر یافت شده‌است. مدارکی در دست است که در ۷ اوت ۱۸۲۷ لیلهامر ۵۰ سکنه داشته‌است.
از وقایع تاریخی مرتبط با لیلهامر می‌توان به بحران لیلهامر اشاره کرد.

## شهرهای خواهر
شهرهای زیر خواهرخوانده لیلهامر محسوب می‌شوند:
- اوترانس، ایزر، فرانسه
- دوسلدورف، نوردراین-وستفالن، آلمان
- هیورد، ویسکانسین، ایالات متحده آمریکا
- هورشلم، هوودستادن، دانمارک
- لکسند، استان دالارنا، سوئد
- میناکامی، استان گونما، ژاپن
- اوبرهوف، آلمان، تورینگن، آلمان
- اولاینن، استان اولو، فنلاند
- سارایوو، سارایوو، بوسنی و هرزگوین
- شیزوا، استان نیگاتا، ژاپن

### آب‌وهوا
| داده‌های اقلیم لیلهامر                   | داده‌های اقلیم لیلهامر | داده‌های اقلیم لیلهامر | داده‌های اقلیم لیلهامر | داده‌های اقلیم لیلهامر | داده‌های اقلیم لیلهامر | داده‌های اقلیم لیلهامر | داده‌های اقلیم لیلهامر | داده‌های اقلیم لیلهامر | داده‌های اقلیم لیلهامر | داده‌های اقلیم لیلهامر | داده‌های اقلیم لیلهامر | داده‌های اقلیم لیلهامر | داده‌های اقلیم لیلهامر |
| ماه                                     | ژانویه                | فوریه                 | مارس                  | آوریل                 | مه                    | ژوئن                  | ژوئیه                 | اوت                   | سپتامبر               | اکتبر                 | نوامبر                | دسامبر                | سال                   |
| --------------------------------------- | --------------------- | --------------------- | --------------------- | --------------------- | --------------------- | --------------------- | --------------------- | --------------------- | --------------------- | --------------------- | --------------------- | --------------------- | --------------------- |
| میانگین بیش‌ترین °C (°F)                 | −۶ (۲۱)               | −۴ (۲۵)               | ۱ (۳۴)                | ۶ (۴۳)                | ۱۳ (۵۵)               | ۱۸ (۶۴)               | ۱۹ (۶۶)               | ۱۷ (۶۳)               | ۱۲ (۵۴)               | ۷ (۴۵)                | ۰ (۳۲)                | −۴ (۲۵)               | ۷ (۴۵)                |
| میانگین روزانه °C (°F)                  | −۹ (۱۶)               | −۷٫۵ (۱۹)             | −۳٫۵ (۲۶)             | ۱٫۵ (۳۵)              | ۸ (۴۶)                | ۱۳ (۵۵)               | ۱۴ (۵۷)               | ۱۲٫۵ (۵۵)             | ۸ (۴۶)                | ۴ (۳۹)                | −۳ (۲۷)               | −۷ (۱۹)               | ۴٫۳ (۴۰)              |
| میانگین کم‌ترین °C (°F)                  | −۱۲ (۱۰)              | −۱۱ (۱۲)              | −۸ (۱۸)               | −۳ (۲۷)               | ۳ (۳۷)                | ۸ (۴۶)                | ۹ (۴۸)                | ۸ (۴۶)                | ۴ (۳۹)                | ۱ (۳۴)                | −۶ (۲۱)               | −۱۰ (۱۴)              | −۱٫۵ (۲۹)             |
| بارندگی میلی‌متر (اینچ)                  | ۴۶ (۱٫۸۱)             | ۳۵ (۱٫۳۸)             | ۴۰ (۱٫۵۷)             | ۳۷ (۱٫۴۶)             | ۵۸ (۲٫۲۸)             | ۷۷ (۳٫۰۳)             | ۸۹ (۳٫۵)              | ۹۰ (۳٫۵۴)             | ۸۶ (۳٫۳۹)             | ۸۵ (۳٫۳۵)             | ۶۸ (۲٫۶۸)             | ۵۰ (۱٫۹۷)             | ۷۶۱ (۲۹٫۹۶)           |
| میانگین روزهای بارندگی                  | ۱۶                    | ۱۳                    | ۱۳                    | ۱۱                    | ۱۴                    | ۱۶                    | ۱۸                    | ۱۷                    | ۱۶                    | ۱۶                    | ۱۶                    | ۱۶                    | ۱۸۲                   |
| منبع: World Weather Information Service |                       |                       |                       |                       |                       |                       |                       |                       |                       |                       |                       |                       |                       |